# 懷爾德半自動手槍
懷爾德半自動手槍（英語：Wildey；又譯：威爾迪）是一系列由槍械設計師懷爾德·J·摩爾所研製、先後由多間生產公司自1980年推出直到現在生產（2012年和2015年間曾經停產）的氣動式槍機、雙／單動（DA／SA）操作扳機式半自動手槍。它倆目前由位於康乃狄克州溫斯特德市的美國槍械公司—懷爾德槍械分部生產。它被設計成用以發射多種高壓專用手枪彈藥，包括9毫米溫徹斯特馬格南、.44自動麥格農、.45溫徹斯特麥格農、.475懷爾德麥格農等多種子彈。

## 槍機
懷爾德系列的設計目的就是用作一把狩獵用途槍械。該手槍的設計能夠承受摩爾系列專屬的彈藥相關的超過48,000磅力每平方英寸的後膛壓力。懷爾德亦是第一款氣動式雙動操作半自動手槍。
懷爾德採用了獨特的短行程活塞氣動式，使得該手槍能夠適應從9毫米溫徹斯特馬格南到.475懷爾德麥格農等多種高膛壓彈藥。摩爾對於懷爾德的專利級導氣系統的描述為「空氣液壓活塞由穿過槍管中的六個小孔的高壓燃氣所推動。該活塞使套筒向後滑動，從而開始手槍的複進運動」。Wildey的氣動式系統的另一個優點是，它可讓其使用包括重裝藥量和減裝藥量在內的每種彈藥類型的操作可靠，藉由手動調節導氣量調節箍以調節氣動系統將承受的各份裝藥量。只要通過轉動槍管底部的導氣量調節環就可調節箍的導氣量。氣動式系統的另一個優點是它通常可以減少感受到的後座力。
懷爾德採用了固定式槍管、三鎖耳轉拴式槍栓的設計。槍栓在槍管後端延伸部以內閉鎖。槍栓通過其中一枚槍栓鎖耳與套筒相連接。當子彈被點燃而擊發時，導氣活塞受壓而抵靠著套筒。回縮套筒抓住延伸出來的槍栓鎖耳，使得槍栓滾轉以後開鎖。發射過後的彈藥是由槍栓藉由回縮套筒以上的拋殼口拋出槍外。固定於槍管座以上的槍管由於在設計上射擊時並不會移動，理論上的準確度比套筒圍繞著鉸接式槍管設計的手槍較為提高。懷爾德可以用作單發或自動裝填手槍。
所有手槍設有類似於柯爾特M1911的設計，但相當大的可通風、帶肋條式槍管與成角度的底把。該手槍採用7、8發可拆卸式單排彈匣供彈。它採用了位於主彈簧外殼體的下側的握把底部式彈匣釋放桿，這種彈匣扣在歷史上獲得眾多歐洲槍械，比如SIG P210、瓦爾特PPK等手槍所使用。懷爾德採用了設於底把的自動復位待擊解脫桿，可安全地降下擊錘。該手槍還具有許多保險功能，包括撞針擋塊、扳機擋塊和反彈式撞針。
懷爾德只需將新的槍管組件安裝到原來的底把並套筒即可實現口徑和槍管的轉換。無論何時進行口徑和槍管的轉換時，都需要對導氣量調節箍作出調整以使該手槍能夠可靠地操作。
該手槍以上的所有主要部件，包括底把、套筒和槍管，都是由不鏽鋼製材料所製成。該手槍有四種型號：倖存者型、倖存者衛兵型、獵人型和獵人衛兵型。倖存者型都採用了明亮而具有高度光澤表面處理的不銹鋼製成，而獵人型則是採用啞光表面處理。衛兵型具有方形扳機護環，而非衛兵型則是圓形扳機護環。

## 各個版本
懷爾德手槍有著從更換槍管長度到口徑轉換的高度可定制性。根據懷爾德F.A.公司的說法，該手槍可以通過更換槍管組件以進行槍管和口徑轉換。該手槍亦可配備單動或雙動操作式扳機。
目前，該手槍有著8英寸（203.2毫米）、10英寸（254毫米）或12英寸（304.8毫米）的槍管長度。其他長度，如5英寸（127毫米）、6英寸（152.4毫米）、7英寸（177.8毫米）和14英寸（355.6毫米），都已經停產。通過鬆開槍管卡盤，取代原來的槍管並重新擰緊槍管卡盤，可以實現槍管更換。該手槍目前製有.45溫徹斯特麥格農和.475懷爾德麥格農兩種口徑，而.44自動麥格農型號即將投入生產。以前由懷爾德所生產、而目前已經停產的口徑包括.45懷爾德麥格農、9毫米溫徹斯特馬格南、.357懷爾德麥格農（又稱.357彼得比爾特）、.41懷爾德麥格農和.44懷爾德麥格農。有一些消息來源亦提到有.30懷爾德麥格農和.50懷爾德麥格農這兩種口徑，但並沒有公司或其他槍械文獻的手冊列出這樣的彈藥。
懷爾德F.A.公司生產了用於鴨針射擊的針槍，它裝有一根5英寸（127毫米）的補償式槍管，可通過縮短復位時間實現高速連續射擊。這款手槍的黑色輪廓射擊版本還裝有木製前托和一根18英寸（457.2毫米）的槍管。原廠亦提供了懷爾德手槍的卡賓槍版本，這類似於懷爾德黑色輪廓射擊手槍，但裝有可拆卸的槍托。
所有懷爾德手槍都裝有後方的可調節式照門和前方的可拆卸側片狀插件式准星（有高位和低位型）。前方的側片准星可以互換，並具有三種顏色可供選擇：紅色、橙色和黑色。無需特殊工具即可拆卸或重新組裝為任何懷爾德手槍的四款配置。

## 生產狀況
由於創辦人懷爾德·J·摩爾的健康問題，以及當時該公司主要股東的一系列訴訟，導致自2011年開始，位於康乃狄克州沃倫鎮的懷爾德F.A.公司的槍械產品生產宣佈暫停。
2015年8月，康涅狄格州溫斯特德的美國槍械公司宣佈，懷爾德倖存者型手槍將再度與其零件和彈藥一併生產。2016年，其槍械和配件開始生產；2017年2月3日，開始接受全新的懷爾德倖存者型手槍的客戶訂單。
懷爾德以前曾在康涅狄格州柴郡鎮和康涅狄格州新米爾福德鎮有著其生產基地。

## 流行文化
懷爾德獵人型半自動手槍在查尔斯·布朗森電影《猛龍怪客第三集》大部份場景的當中登場；而事實上，這是演員布朗森個人持有的手槍。是次在銀幕當中出現被認為增加了懷爾德公司的銷售額，足以挽救公司免於倒閉和破產。創辦人懷爾德·J·摩爾曾引述，每次《猛龍怪客第三集》都在有線電視上播出時，會令銷量飆升。
其他例子還有：

### 電影
- 1994年—《天生杀人狂》：型號為475懷爾德麥格農8英寸槍管獵人型，由米奇·納克斯（伍迪·哈里森飾演）所使用。
- 1995年—
- 2000年—：型號為475懷爾德麥格農獵人型，由突襲俱樂部的亞裔黑幫成員所使用。

### 電視劇
- 2002年—《螢火蟲》：型號為475懷爾德麥格農獵人型，由獾的手下（第1集〈寧靜號〉）和隆德（湯姆·托爾斯飾演，第2集〈新生訓練〉）所使用。

### 電子遊戲
- 2021年—：命名為“S.T.A.K.E”。

### 動畫
- 2003年—《铳墓》：型號為475懷爾德麥格農獵人型，由神槍手布蘭登·希特／葛雷夫（聲優：關智一）所使用，發射虛構的Ｄ型彈藥。
- 2009年—《東之伊甸》：型號為475懷爾德麥格農獵人型，由瀧澤朗（たきざわあきら，聲優：（日本）木村良平／（香港）黃榮璋）所持有。

## 資料來源
1. 1 2  The Firearm Blog, Wildey Guns Is Back! by Nathaniel F, September 30, 2015 的存檔，存档日期October 23, 2016，., Retrieved Jan. 12, 2016.
2. ↑  Connecticut Secretary of State, Wildey F.A., Inc. 的存檔，存档日期November 23, 2016，., Retrieved Jan. 12, 2016.
3. 1 2  S.P. Fjestad, Blue Book of Gun Values, 34th Edition, 2013, Blue Book Publications, Inc., ISBN 1-936120-31-3, page 2085, Retrieved Jan. 13, 2016.
4. ↑  Connecticut Secretary of State, Wildey, Inc. 的存檔，存档日期November 23, 2016，., Retrieved Jan. 12, 2016.
5. ↑  Blue Book of Gun Values, Wildey, Inc. （页面存档备份，存于）, Retrieved Jan. 12, 2016.
6. ↑  Connecticut Secretary of State, USA Firearms Corp. 的存檔，存档日期November 23, 2016，., Retrieved Jan. 20, 2016.
7. ↑  . Wildeyguns.com. Wildey F.A. 2005  [17 January 2016]. （原始内容存档于2016-10-05）.
8. 1 2 3  Wahl, Paul. . Popular Science. 1980, 216 (4): 148.
9. 1 2 3  Hartink, A.E. . Edison, New Jersey: Chartwell Books, Inc. 2003: 375–376. ISBN 978-0-7858-1871-7.
10. ↑  Taffin, John. . Guns Magazine (FMG Publications). 2005  [7 May 2011]. （原始内容存档于2005-11-26）.
11. ↑  .   [2013-10-31]. （原始内容存档于2016-10-05）.
12. 1 2  USA Firearms/Wildey Guns, USAFC Survivor Order Form （页面存档备份，存于）, Retrieved Feb. 3, 2017.
13. ↑  Wildey Guns - The Wildey 的存檔，存档日期October 5, 2016，., Retrieved Jan. 16, 2016.
14. ↑  AMT Guns, The World's Most Powerful Rifles & Handguns 的存檔，存档日期March 5, 2016，., Retrieved Jan. 12, 2016.
15. ↑  Kitsune's Den, The Netbook of Modern Firearms, Wildey Automatic Pistol 的存檔，存档日期February 18, 2016，., Retrieved Jan. 20, 2016.
16. ↑  The Security Arms Message Forum 的存檔，存档日期February 18, 2016，., Retrieved Jan. 20, 2016
17. ↑  United States District Court of Connecticut, Wildey J. Moore vs. F.A. Investment Holdings, Ltd., Civil Action No. 3:10cv891(VLB), March 4, 2012 的存檔，存档日期March 5, 2016，., Retrieved Jan. 12, 2016.
18. ↑  The Firearm Blog, Wildey Guns has "suspended operations" by Steve Johnson, May 11, 2010 的存檔，存档日期October 23, 2016，., Retrieved Jan. 12, 2016.
19. ↑  Facebook, USA Firearms Wildey Handguns 的存檔，存档日期January 15, 2016，., Retrieved Jan. 12, 2016.
20. ↑  Taffin, John. . Findarticles.com. 2005  [2008-09-05]. （原始内容存档于2009-04-22）.

## 外部連結
- （英文）—wildeyguns.com Official website for Wildey Guns
- （英文）—Modern Firearms—Wildey Magnum